# اسدآباد لاور
اسدآباد لاور روستایی در دهستان کوه شاه بخش احمدی شهرستان حاجی‌آباد استان هرمزگان ایران است.

## جمعیت
بر پایه سرشماری عمومی نفوس و مسکن در سال ۱۳۹۵ جمعیت این روستا ۹۰ نفر (۲۵خانوار) بوده‌است.